# Saint-Agnan (Tarn)
Saint-Agnan település Franciaországban, Tarn megyében. Lakosainak száma 295 fő (2022. január 1.). Saint-Agnan Garrigues és Lavaur községekkel határos.

## Népesség
A település népessége az elmúlt években az alábbi módon változott:
| Lakosok száma | 232  | 235  | 239  | 229  | 226  | 254  | 276  | 285  | 295  |
|               | 2013 | 2015 | 2016 | 2017 | 2018 | 2019 | 2020 | 2021 | 2022 |